# Birley
Birley är en by i civil parish Birley with Upper Hill, i grevskapet Herefordshire, i England. Byn är belägen 8 km från Leominster. Birley var en civil parish fram till 1987 när blev den en del av Birley with Upper Hill och King's Pyon. Civil parish hade 127 invånare år 1961. Byn nämndes i Domedagsboken (Domesday Book) år 1086, och kallades då Burlei.